# Satanachia
Satanachia es descrito en el Gran Grimorio como un comandante en jefe del ejército de Satanás, que controla cuarenta y cinco o cincuenta y cuatro legiones de demonios, incluyendo Pruslas, Amon, Barbatos, y Astaroth. De acuerdo con el Gran Grimorio, tiene el poder subyugar a todas mujeres y niñas, y obligarlas a hacer lo que desee. Es la mano derecha de Satanás en lo que respecta al ejército.
También es mencionado en el llamado Grimorium Verum.